# Karim Franceschi
Karim Marcello Franceschi (Casablanca, 31 marzo 1989) è un attivista, scrittore ed ex militare italiano.
È conosciuto principalmente per aver scritto il libro "Il combattente", edito nella Biblioteca Universale Rizzoli. Ha combattuto nella guerra civile siriana nelle file dell'Unità di Protezione Popolare (YPG) contro il sedicente Stato Islamico durante l'Assedio di Kobanê e come comandante alla Battaglia di Raqqa (2017).

## Biografia
Nato in Marocco da padre italiano e madre marocchina e trasferitosi all'età di sette anni con la famiglia a Senigallia, Franceschi ha frequentato il centro sociale Arvultura. Dopo aver partecipato a un progetto di solidarietà al popolo curdo, nel 2015 ha deciso partecipare alla guerra civile in Siria arruolandosi nell'Unità di Protezione Popolare (YPG), milizia filo-curda legata al Rojava. Durante la sua esperienza di combattimento a Kobanê, Franceschi ha cominciato a scrivere il suo libro Il combattente. Storia dell'italiano che ha difeso Kobanê dall'ISIS.
Nel 2017, Franceschi ha partecipato alla liberazione di Raqqa come comandante di una brigata internazionale all'interno del Battaglione Internazionale YPG, una squadra composta da volontari occidentali che si erano uniti alla lotta contro lo Stato Islamico. Sotto il suo comando, la brigata ha preso parte alle operazioni chiave durante l'assedio della città, contribuendo alla liberazione di settori strategici di Raqqa e combattendo in prima linea contro le forze dell'ISIS. Durante queste operazioni, Franceschi ha guidato la sua squadra attraverso una serie di scontri intensi, utilizzando le sue competenze linguistiche e militari per coordinare le azioni della brigata con i comandi curdi e garantire la comunicazione tra i combattenti internazionali e le forze locali.
Franceschi è stato ferito durante un'operazione nei pressi di Raqqa, ma ha continuato a svolgere il suo ruolo di leader fino alla liberazione finale della città. Questa esperienza è stata raccontata nel suo secondo libro, Non morirò stanotte, pubblicato nel 2018.

## Opere
- Il combattente - edizioni BUR, Milano 2016 - ISBN 978-88-17-08554-0
- Non morirò stanotte - edizioni BUR, Milano 2018 - ISBN 978-88-17-10199-8